# Маска (филм из 1994)
Маска је акциона комедија по стрипу издавачке куће Дарк хорс комикс. Режисер филма је Чак Расел, продуценти су Дарк хорс ентертајнмент и Њу лајн синема. Филм је у биоскопе пуштен 1994. године. Главни глумци су Џим Кери као Стенли Ипкис (Маска) и Камерон Дијаз као Тина Карлајл.
Филм има ознаку PG-13.
Наставак, Син маске снимљен је 2005. и лоше је прошао и код публике и код критике.

## Радња
Џим Кери игра стидљивог банкарског службеника чији се живот мења када открије древну маску са магичним моћима. Обична дрвена маска, коју је Стенли Ипкис уловио из воде градске реке, овом једноставном, неуспешном банкарском службенику, којег сви и свашта газе, даје изванредне могућности. Након што га носи, претвара се у комичног суперхероја који потпуно игнорише законе физике и природе. У тренутку он шармира младу плавушу Тину и руши планове њеног љубавника - градског криминалног ауторитета.

## Улоге
| Глумац            | Улога                            |
| ----------------- | -------------------------------- |
| Џим Кери          | Стенли Ипкис/Маска               |
| Питер Ригерт      | поручник Мич Келавеј             |
| Питер Грин        | Доријан Тирел/Доријан Локи Тирел |
| Камерон Дијаз     | Тина Карлајл                     |
| Орестес Матасена  | Нико                             |
| Ричард Џени       | Чарли Шумејкер                   |
| Ејми Јасбек       | Пеги Брант                       |
| Боб Стајн         | др Артур Нојман                  |
| Реџиналд И. Карти | Фриз                             |
| Денис Форест      | Слатки Еди                       |
| Марк Дени         | Марк Дени                        |

## Зарада
- Зарада у САД - 119.938.730 $
- Зарада у иностранству - 231.644.677 $
- Зарада у свету - 351.583.407 $

## Занимљивости
Постоји и цртана серија, Маска: анимирана серија, која се надовезује на овај филм. Цртана серија је трајала од 1995. до 1997. године.